# Đại dịch COVID-19 tại Quần đảo Virgin thuộc Anh
Đại dịch COVID-19 đã được xác nhận đã đến Lãnh thổ hải ngoại của Anh thuộc Quần đảo Virgin thuộc Anh vào tháng 3 năm 2020.

## Dòng thời gian
Vào ngày 25 tháng 3, Quần đảo Virgin thuộc Anh đã xác nhận hai trường hợp đầu tiên là COVID-19. Một trong những bệnh nhân là một nam cư dân 56 tuổi, đi từ châu Âu vào ngày 15 tháng 3. Bệnh nhân B là một nam cư dân 32 tuổi, vừa mới đi từ thành phố New York và đã tiếp xúc với một người có kết quả dương tính với COVID-19 vào ngày 8 tháng 3
Tính đến ngày 31 tháng 12 năm 2023, Quần đảo Virgin thuộc Anh ghi nhận 7,392 trường hợp nhiễm COVID-19 và 64 trường hợp tử vong.